# بيل ألمون
بيل ألمون (بالإنجليزية: Bill Almon)‏ هو لاعب كرة قاعدة أمريكي، ولد في 21 نوفمبر 1952 في بروفيدنس في الولايات المتحدة.

## وصلات خارجية
- بيل ألمون على موقع دوري كرة القاعدة الرئيسي (الإنجليزية)
- بيل ألمون على موقعبيزبول رفرنس.كوم (الدوري الرئيسي) (الإنجليزية)
- بيل ألمون على موقعبيزبول رفرنس.كوم (الدوري الثانوي) (الإنجليزية)
- بيل ألمون على موقع إي إس بي إن.كوم (أم.أل.بي) (الإنجليزية)
- بيل ألمون على موقع مشجعي الرسوم البيانية (الإنجليزية)
- بيل ألمون على موقع كلية كرة السلة في سبورتس رفرنس.كوم (الإنجليزية)